# 手塚幸紀
手塚幸紀（日语：／ Tezuka Yukinori */?，1940年1月18日—2020年10月27日），日本古典音乐指挥家。

## 生平
1940年生于东京。1958年进入东京艺术大学学习长笛，1960年跟随斋藤秀雄学习指挥法。1962年开始在校内进行指挥活动。1964年在东京艺术大学指挥系深造，师从渡边晓雄和山田一雄等先生。1967年在东京民音指挥比赛中获得第一名。1968年毕业后赴欧洲游学，曾在柏林学习，1969年回国。1970年开始担任日本爱乐交响乐团指挥。1971年受文化厅派遣，作为海外研修员在欧洲和美国交流。1972年至1983年，担任大阪爱乐交响乐团指挥。1973年2月至1992年7月，担任新日本爱乐交响乐团指挥团干事。1983年至1985年，担任京都市交响乐团正指挥。1987年至1992年，担任群马交响乐团常务指挥。1996年至2000年，担任神奈川爱乐管弦乐团常务指挥。2020年10月27日上午9时31分因心脏衰竭在东京的家中逝世。